# Deltana
Deltana és una concentració de població designada pel cens dels Estats Units a l'estat d'Alaska. Segons el cens del 2000 tenia 1.570 habitants.

## Demografia
Segons el cens del 2000, Deltana tenia 1.570 habitants, 539 habitatges, i 417 famílies La densitat de població era d'1,1 habitants/km².
Dels 539 habitatges en un 36,5% hi vivien nens de menys de 18 anys, en un 69,2% hi vivien parelles casades, en un 5% dones solteres, i en un 22,6% no eren unitats familiars. En el 19,1% dels habitatges hi vivien persones soles el 6,1% de les quals corresponia a persones de 65 anys o més que vivien soles. El nombre mitjà de persones vivint en cada habitatge era de 2,87 i el nombre mitjà de persones que vivien en cada família era de 3,3.
Per edats la població es repartia de la següent manera: un 31,4% tenia menys de 18 anys, un 6,9% entre 18 i 24, un 23,5% entre 25 i 44, un 30,9% de 45 a 60 i un 7,3% 65 anys o més.
L'edat mediana era de 39 anys. Per cada 100 dones hi havia 107,4 homes. Per cada 100 dones de 18 o més anys hi havia 105,9 homes.
La renda mediana per habitatge era de 50.066 $ i la renda mediana per família de 53.021 $. Els homes tenien una renda mediana de 42.500 $ mentre que les dones 31.042 $. La renda per capita de la població era de 18.446 $. Aproximadament el 12,1% de les famílies i el 15,1% de la població estaven per davall del llindar de pobresa.

## Poblacions més properes
El següent diagrama mostra les poblacions més properes.